# Alessandro Baricco

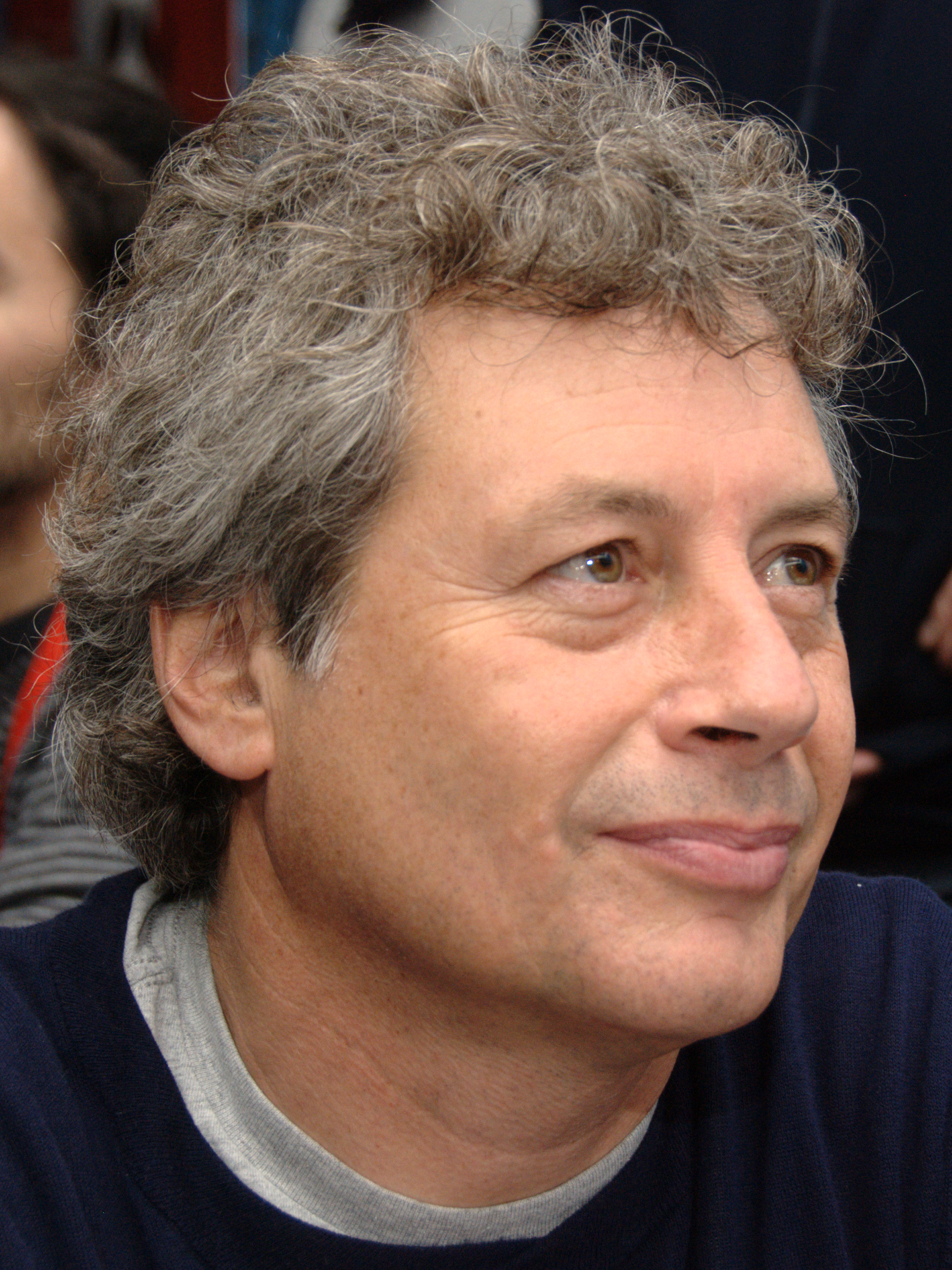
Alessandro Baricco (2010)

Alessandro Baricco [a.les.ˈsan.dro ba.ˈrik.ko] (* 25. Januar 1958 in Turin) ist ein italienischer Schriftsteller und Journalist.

## Leben
Alessandro Baricco studierte Philosophie und Musikwissenschaft und war Schüler Gianni Vattimos und schloss sein Studium 1983 mit einer Arbeit über Theodor W. Adorno ab. Es folgten Veröffentlichungen in verschiedenen Gebieten, so über Adorno, Walter Benjamin, Gioachino Rossini und die Neue Musik. Das 1984 entstandene Drehbuch zu einem Kurzfilm Una vita spericolata (Ein waghalsiges Leben) wurde mit Förderpreisen ausgezeichnet. Baricco arbeitet lange Zeit als Musikkritiker. Er schrieb unter anderem für die Tageszeitungen La Repubblica und La Stampa. Seine journalistischen Artikel und Essays wurden in mehreren Sammelbänden veröffentlicht.
Populär wurde Baricco in seiner italienischen Heimat insbesondere durch seine Tätigkeit beim Fernsehen. So brachte er dem Publikum ab 1993 klassische Opern in der Sendung L’amore è un dardo (Die Liebe ist ein Pfeil) näher. Ab 1994 moderierte er mit Il circolo Pickwick (Die Pickwickier) eine Literatursendung für den „ungeübten Leser“. Auch weitere Projekte Bariccos hatten die öffentlichkeitswirksame Verbreitung der Literatur zum Inhalt. Erstmals 1997 konzipierte er gemeinsam mit dem Theaterregisseur Gabriele Vacis ein Lesefestival namens Totem, das als kombinierte Buch- und Videoproduktion veröffentlicht wurde. Mit der Band Air brachte er im Jahr 2003 ein Album heraus, das eine Verbindung von Musik und Lesung anstrebte. Seit 1994 leitete Baricco eine Literaturschule namens Scuola Holden in Turin, wo er bis heute überwiegend lebt.
2018 wurde er bei den 75. Internationalen Filmfestspielen von Venedig als Jurymitglied der Sektion für VR-Filme berufen.

## Literarisches Werk
Bereits mit seinem Romanerstling Castelli di rabbia (deutscher Titel: Land aus Glas) wurde Baricco 1991 in Italien als literarische Entdeckung und hoffnungsvoller Jungautor gefeiert. Auch der Nachfolger Oceano Mare wurde 1993 von der Kritik weitgehend begeistert aufgenommen, beide Romane wurden mit Preisen ausgezeichnet. Es folgten mit dem Monolog Novecento (Neunzehnhundert) und dem novellenartigen Roman Seta (Seide) zwei kürzere Stücke, die beide Verfilmungen nach sich zogen (Seide und Die Legende vom Ozeanpianisten). Seta wurde ein Weltbestseller und machte Baricco auch im deutschen Sprachraum bekannt. Schlechte Kritiken erhielt dagegen City, obwohl der Roman laut Gerhild Fuchs zum Kultbuch unter jungen Lesern wurde. 2002 und 2005 schlossen sich mit Senza Sangue (Ohne Blut) und Questa Storia (Diese Geschichte) zwei weitere Romane an.

## Werke (Auswahl)
- Castelli di rabbia. Rizolli, Mailand 1991. (Deutsch von Karin Krieger: Land aus Glas. Piper, München 1998 ISBN 3-492-03876-X und Hanser, München 2009, ISBN 978-3-446-23426-0)
- L’anima di Hegel e le mucche del Wisconsin. Garzanti, Mailand 1992. (Deutsch: Hegels Seele oder die Kühe von Wisconsin. Piper, München 1992. ISBN 3-492-04035-7)
- Oceano Mare. RCS Libri, Mailand 1993. (Deutsch von Karin Krieger: Oceano Mare. Piper München 2001 ISBN 3-492-04373-9,  Piper, München 2000) ISBN 3-492-23085-7
- Novecento. Feltrinelli, Mailand 1994. (Deutsch von Karin Krieger: Novecento. Piper, München 1999 ISBN 3-492-04104-3 und Deutscher Taschenbuch Verlag München 2006, ISBN 978-3-423-13457-6;   deutsch von ?   ISBN 3-492-23085-7)
- Seta. Rizzoli, Mailand 1996. (Deutsch von Karin Krieger: Seide. Piper, München 1997. ISBN 3-492-03944-8)
- City. RCS Libri, Mailand 1999. (Deutsch: City. Carl Hanser, München 2000. ISBN 3-446-19904-7)
- Senza sangue. Rizzoli, Mailand 2002. (Deutsch: Ohne Blut. Carl Hanser, München 2003. ISBN 3-446-20347-8)
- Sterben vor Lachen. Aufsätze zu Rossini, Mozart, Adorno und Benjamin (2005), ISBN 3-446-20580-2
- Questa Storia, Fandango, Rom 2005. (Deutsch: Diese Geschichte. Carl Hanser, München 2008. ISBN 978-3-446-20918-3)
- Emmaus Feltrinelli, Mailand 2009. (Deutsch: Emmaus. Carl Hanser, München 2013. ISBN 978-3-446-23824-4)
- Mr Gwyn Feltrinelli,  Mailand 2011. (Deutsch: Mr Gwyn, Hoffmann und Campe, Hamburg 2016, ISBN 978-3-455-40561-3)
- The Game. Topographie unserer digitalen Welt. Deutsch von Annette Kopetzki. Hoffmann und Campe, Hamburg 2019, ISBN 978-3-455-00635-3
- Quel che stavamo cercando - 33 Frammenti. Feltrinelli, Mailand 2021. ISBN 978-88-07-49297-6